# 헤이든 제토
헤이든 시토(Hayden Szeto, 영어 발음: /ˈsitoʊ/, 1985년 9월 11일 ~ )는 캐나다의 배우이다.
밴쿠버에서 태어났다.

## 영화
- 컴 애즈 유 아 (2019년) - 맷 역
- 트루스 오어 데어 (2018년) - 브래드 장 역
- 지랄발광 17세 (2016년) - 어윈 역